# لهللات (السعيدات)
لهللات هي إحدى مشيخات المملكة المغربية، تتبع جغرافيا لإقليم شيشاوة وإداريًا لالسعيدات. يقدر عدد سكانها بـ 1798 نسمة حسب الإحصاء الرسمي للسكان والسكنى لسنة 2004.